# 13 юни
13 юни е 164-тият ден в годината според григорианския календар (165-и през високосна). Остават 201 дни до края на годината.

## Събития
- 1805 г. – Експедицията на Луис и Кларк достига до водопадите Грейт Фолс.
- 1839 г. – Милош Обренович абдикира като княз на Сърбия в полза на сина си Милан Обренович II.
- 1842 г. – Кралица Виктория прави първото си пътуване с влак.
- 1855 г. – Поставена е за пръв път операта Сицилианска вечерня на Джузепе Верди в парижката Гранд опера.
- 1865 г. – Река Дунав е премината от чета, членове на която са Хаджи Димитър, Стефан Караджа, Юрдан Юрданов – Инджето, Петър и Тодор Шиварови.
- 1895 г. – Провежда се първото автомобилно рали във Франция по трасето Париж – Бордо – Париж.
- 1917 г. – Първа световна война: Германия включва в бомбардировките на Лондон самолети вместо дирижабли.
- 1944 г. – Втора световна война: Нацистка Германия подлага за първи път Лондон на обстрел с ракети Фау-1.
- 1965 г. – В София е открит Театър 199.
- 1974 г. – Открита е последната отсечка от Автомагистрала А3 в Италия, свързваща Салерно с Реджо ди Калабрия.
- 1983 г. – Американският космически апарат Пионер 10 става първият обект, направен от човека, който напуска Слънчевата система.
- 2004 г. – Тимо Глок дебютира като пилот от Формула 1.

## Родени
- 40 г. – Гней Юлий Агрикола, римски сенатор († 93 г.)
- 823 г. – Шарл I Плешиви, крал на западните франки († 877 г.)
- 1580 г. – Вилеброрд Снелиус, нидерландски астроном и математик († 1626 г.)
- 1818 г. – Аугуст фон Сакс-Кобург-Гота, принц на Кохари († 1881 г.)
- 1831 г. – Джеймс Кларк Максуел, шотландски физик († 1879 г.)
- 1865 г. – Уилям Бътлър Йейтс, ирландски поет, писател и драматург, Нобелов лауреат през 1923 г. († 1939 г.)
- 1882 г. – Олга Александровна, велика руска княгиня († 1960 г.)
- 1884 г. – Добри Божилов, министър-председател на България († 1945 г.)
- 1888 г. – Фернанду Песоа, португалски поет († 1935 г.)
- 1890 г. – Мина Тодорова, любима на Яворов († 1910 г.)
- 1897 г. – Пааво Нурми, финландски бегач († 1973 г.)
- 1899 г. – Карлос Чавес, мексикански композитор († 1978 г.)
- 1903 г. – Филип Кутев, български композитор и фолклорист († 1982 г.)
- 1911 г. – Луис Алварес, американски физик, Нобелов лауреат през 1968 г. († 1988 г.)
- 1926 г. – Стоян Стойчев, български актьор
- 1928 г. – Джон Наш, американски математик, Нобелов лауреат през 1994 г. († 2015 г.)
- 1928 г. – Никола Тодев, български актьор († 1991 г.)
- 1935 г. – Георги Божилов, български художник († 2001 г.)
- 1935 г. – Людмила Черних, украински астроном († 2017 г.)
- 1935 г. – Христо Явашев, български художник († 2020 г.)
- 1940 г. – Гойко Митич, югославски актьор
- 1943 г. – Малкълм Макдауъл, британски актьор
- 1944 г. – Бан Ки Мун, южнокорейски политик, генерален секретар на ООН
- 1947 г. – Саво Климовски, политик и юрист от Република Македония
- 1951 г. – Стелан Скарсгорд, шведски актьор
- 1952 г. – Цветана Божурина, българска волейболистка
- 1953 г. – Тим Алън, американски комик и актьор
- 1959 г. – Бойко Борисов, министър-председател на България
- 1962 г. – Али Шийди, американска актриса
- 1966 г. – Луис Мерло, испански актьор
- 1967 г. – Иван Василев, български футболист
- 1970 г. – Александър Пшил, германски актьор
- 1972 г. – Петър Чернев, български актьор († 2019 г.)
- 1973 г. – Каша Ковалска, полска певица, композиторка и текстописка
- 1974 г. – Венелина Венева, българска лекоатлетка
- 1975 г. – Джеф Дейвис, американски писател и телевизионен продуцент
- 1977 г. – Евгени Хмарук, молдовски футболист
- 1980 г. – Флоран Малуда, френски футболист
- 1981 г. – Крис Евънс, американски актьор
- 1983 г. – Ребека Линарес, испанска порнографска актриса
- 1985 г. – Лела Стар, американска порнографска актриса
- 1986 г. – Мирослав Стоянов-Джорджано, български музикален изпълнител
- 1990 г. – Арън Тейлър-Джонсън, английски актьор

## Починали
- 1798 г. – Ригас Велестинлис, гръцки революционер (* 1757 г.)
- 1876 г. – Михаил Бакунин, руски революционер (* 1814 г.)
- 1894 г. – Николай Ге, руски художник (* 1831 г.)
- 1902 г. – Дине Абдураманов, български революционер (* неизв.)
- 1902 г. – Марко Лерински, български революционер и войвода (* 1862 г.)
- 1943 г. – Кочо Рацин, поет от Република Македония (* 1908 г.)
- 1947 г. – Славко Кватерник, хърватски политик и военен (* 1878 г.)
- 1965 г. – Мартин Бубер, австрийско-израелски философ (* 1878 г.)
- 1967 г. – Иван Гулев, деец на БРП († 1908 г.)
- 1972 г. – Георг фон Бекеши, унгарски биофизик, Нобелов лауреат през 1961 г. (* 1899 г.)
- 1977 г. – Тур Бержерон, шведски метеоролог (* 1891 г.)
- 1982 г. – Рикардо Палети, италиански пилот от Ф1 (* 1958 г.)
- 1982 г. – Халид, крал на Саудитска Арабия (* 1912 г.)
- 1986 г. – Бени Гудман, американски джаз музикант (* 1909 г.)
- 1986 г. – Дийн Рийд, американски певец (* 1938 г.)
- 1987 г. – Джералдин Пейдж, американска актриса (* 1924 г.)
- 1987 г. – Хайнц Клос, германски езиковед (* 1904 г.)
- 2012 г. – Уилям Ноулс, американски химик, Нобелов лауреат (* 1917 г.)

## Празници
- Световен ден на безвъзмездното кръводаряване и Световен ден на донора – Чества се от 2004 г. по инициатива на Световната здравна организация (СЗО), Международната организация на Червения кръст и Червения полумесец, Международното дружество за кръвопреливане и Международната федерация на организациите на кръводарителите с цел осигуряване за медициински нужди на безопасна кръв от доброволни кръводарители без парично обезщетение
- Италия – Празник на градовете Амантеа, Анакапри и Анцио
- Латвия, Литва и Естония – Ден в памет на жертвите на комунистическите репресии
- Тибет – Вси светии